# Zuid-Amerikaans kampioenschap voetbal vrouwen 1995
De Sudamericano Femenino was de 2de editie van de Sudamericano Femenino. Het werd gehouden in Uberlândia, Brazilië. De winnaar was Brazilië. Alle wedstrijden werden gespeeld in het Estádio Municipal Parque do Sabiá.
Er werd eerst een groepsfase gehouden met 5 landen. De beste twee gingen naar de finale.

## Deelnemende teams
- Argentinië
- Bolivia
- Brazilië
- Chili
- Ecuador

## Groepsfase
| Land       | Wed | Win | Gel | Ver | DV | DT | +/− | Pnt |
| ---------- | --- | --- | --- | --- | -- | -- | --- | --- |
| Brazilië   | 4   | 4   | 0   | 0   | 42 | 1  | 41  | 12  |
| Argentinië | 4   | 3   | 0   | 1   | 18 | 9  | 9   | 9   |
| Chili      | 4   | 1   | 1   | 2   | 14 | 9  | 5   | 4   |
| Ecuador    | 4   | 1   | 1   | 2   | 9  | 21 | −12 | 4   |
| Bolivia    | 4   | 0   | 0   | 4   | 1  | 44 | −43 | 0   |

### Wedstrijdresultaten
8 januari 1995
| Brazilië | 13-0 | Ecuador |  |
| Chili    | 11-0 | Bolivia |  |

10 januari 1995
| Brazilië   | 6-1 | Chili   |  |
| Argentinië | 5-1 | Ecuador |  |

12 januari 1995
| Argentinië | 12-0 | Bolivia |  |
| Chili      | 2-2  | Ecuador |  |

14 januari 1995
| Brazilië | 8-0 | Argentinië |  |
| Ecuador  | 6-1 | Bolivia    |  |

18 januari 1995
| Brazilië   | 15-0 | Bolivia |  |
| Argentinië | 1-0  | Chili   |  |

## Finale
22 januari 1995
| Brazilië | 2-0 | Argentinië |  |

## Kampioen
| Sudamericano Femenino 1995 |
| -------------------------- |
| BRAZILIË 2de titel         |